# Pancheria minima
Pancheria minima är en tvåhjärtbladig växtart som beskrevs av J.Bradford. Pancheria minima ingår i släktet Pancheria och familjen Cunoniaceae. Inga underarter finns listade i Catalogue of Life.